# Boing (azienda)
Boing S.p.A. è una società italiana, in joint venture tra Mediaset e Warner Bros. Discovery Italia (in precedenza Turner), costituita con un capitale sociale di 10 milioni di euro ripartito tra Mediaset S.p.A. (51%) e Discovery (49%). Il settore d'attività è quello televisivo.

## Storia
La società nasce col lancio di Boing nel 2004 da una joint venture tra R.T.I. (gruppo Mediaset) e la versione italiana di Turner Broadcasting System con la finalità di produrre il primo canale televisivo gratuito italiano interamente dedicato all'intrattenimento per bambini e ragazzi tra i 4-14 anni.
Nel 2011 la società lancia la versione italiana di Cartoonito, canale dedicato invece ad un target d'età prescolare.
Il 15 marzo 2013 Mediaset firma un accordo per cedere il ramo d'azienda ragazzi a Boing S.p.A.
Boing ha raggiunto una posizione di preminenza nell'emittenza televisiva per l'infanzia grazie agli ascolti conseguiti da Boing e Cartoonito nel 2013 e 2014.
L'11 luglio 2019 nasce Boing Plus, che sostituisce Pop, edito da Sony Pictures Entertainment Italia. Segue per alcune ore la programmazione di Cartoonito nella fascia notturna, dall'1:00 alle 6:00 (inizialmente in quella mattutina, dalle 6:00 alle 13:00), per poi lasciare il posto a quella di Boing. Entrambe le programmazioni vanno in onda con un'ora di differita rispetto ai canali che le ospitano. Dallo stesso giorno la programmazione di Boing e Cartoonito trasmessa in 4:3 viene adattata in 16:9 pillarbox.
La società è anche dedicata ai cartoni animati per tutta la famiglia (Scuola di polizia, Teen Titans Go!, Tom & Jerry, Tazmania, Leone il cane fifone, Freakazoid!, Lo straordinario mondo di Gumball, Tex Avery Show, Looney Tunes, Pippo e Menelao e Pazze risate per mostri e vampiri).
Dal 19 maggio 2023 Boing e Cartoonito vanno in onda in alta definizione, passaggio inizialmente previsto per il 21 maggio successivo.

## Attività imprenditoriali

### Canali televisivi
| Logo | Nome       | Inizio trasmissioni | LCN                | LCN     | LCN | Streaming         | Streaming    |
| Logo | Nome       | Inizio trasmissioni | Digitale terrestre | Tivùsat | Sky | Mediaset Infinity | App dedicata |
| ---- | ---------- | ------------------- | ------------------ | ------- | --- | ----------------- | ------------ |
|      | Boing      | 20 novembre 2004    | 40, 540 HD         | 40 HD   | No  | HD                | HD           |
|      | Boing Plus | 11 luglio 2019      | 45, 545 SD         | No      | No  | No                | No           |
|      | Cartoonito | 22 agosto 2011      | 46, 546 HD         | 41 HD   | No  | HD                | HD           |

### Management
Dal 18 maggio 2023 l'amministratore delegato di Boing S.p.A. è Marcello Dolores, mentre dal 2018 il direttore responsabile dei contenuti editoriali dei tre canali televisivi è Alice Fedele. Il presidente della società è Silvio Carini.

### Pubblicità
La pubblicità in onda sui 3 canali televisivi è concessa da Publitalia '80.